# Bunyamwera
Bunyamwera és una ciutat del districte de Bundibugyo a Uganda. Es troba als afores del parc nacional de les muntanyes Rwenzori, al sud. La ciutat es troba al nord de Kagugu, al sud-est de Bunyana i al sud-oest de Butama. Altres assentaments propers inclouen Bundimbuga, a 1 km de distància al nord i Bundikahondo, a 2 km al nord-oest. El pic de Busunga es troba a 6 km al nord-oest, el pic de Kyabwageya a 10 km a l'est i el pic de Kinera a 10 km a l'est. L'hospital més proper, Kasulenge Health Center II, es troba a 9 km al nord-est.
Bunyamwera és on es va aïllar per primera vegada el virus Bunyamwera orthobunyavirus, motiu pel qual també dona nom a l'ordre de virus Bunyavirales i a la família Peribunyaviridae.